# Gouvernement Juncker-Asselborn I
Grand-Duché de Luxembourg
Gouvernement Juncker-Polfer Gouvernement Juncker-Asselborn II
Le gouvernement Juncker-Asselborn I, (en luxembourgeois : Regierung Juncker-Asselborn I), est le gouvernement du Luxembourg du 31 juillet 2004 au 23 juillet 2009.
Composé d'une coalition entre le Parti populaire chrétien social (PCS/CSV) et le Parti ouvrier socialiste luxembourgeois (POSL/LSAP), il était dirigé par le Premier ministre Jean-Claude Juncker et le Vice-Premier ministre Jean Asselborn.

## Les élections
Lors des élections du 13 juin 2004, les deux partis qui avaient dirigé le pays depuis 1999 connaissent un sort inverse. Le Parti chrétien-social sort vainqueur du scrutin en gagnant cinq sièges (19 en 1999). Pour la première fois depuis 1984, il parvient à remonter la pente qui avait conduit à une lente érosion de sa position de parti prédominant. Quant à son partenaire de coalition, le Parti démocratique, il perd un tiers de ses mandats et ne dispose plus que de 10 élus à la nouvelle Chambre des députés. Les autres gagnants du scrutin sont Déi Gréng, en passant à sept sièges (contre cinq en 1999). Pour la première fois, ils sont représentés au Parlement par des élus de toutes les quatre circonscriptions. Le Parti ouvrier socialiste luxembourgeois gagne un mandat et redevient avec 14 sièges le deuxième parti à la Chambre. Cependant, il ne parvient pas à atteindre la forte représentation d’avant 1999, sa progression n’étant que légère. L’ADR régresse pour la première fois depuis son entrée au Parlement en 1989 et tombe à cinq sièges (sept en 1999). L’extrême gauche, divisée entre le Parti communiste (KPL) et Déi Lénk, n’obtient aucun mandat. À la suite de ces résultats, le Parti chrétien-social et le Parti ouvrier socialiste luxembourgeois entament des négociations de coalition qui aboutissent après une quinzaine de réunions. Le 31 juillet 2004 a lieu l’assermentation du nouveau gouvernement CSV-LSAP. À la suite du remaniement des ressorts ministériels du 22 février 2006, Jean-Louis Schiltz devient ministre de la Défense. Luc Frieden reste responsable des portefeuilles de la Justice ainsi que du Trésor et du Budget.

## Composition

### Initiale (31 juillet 2004)
À la suite des élections législatives du 13 juin 2004, le gouvernement se constitue comme suit.
| Portefeuille | Titulaire | Titulaire            | Parti |
| --- | --------- | -------------------- | ----- |
| Premier ministre Ministre d'État Ministre des Finances |           | Jean-Claude Juncker  | CSV   |
| Vice-Premier ministre Ministre des Affaires étrangères et de l'Immigration |           | Jean Asselborn       | LSAP  |
| Ministre de l'Agriculture, de la Viticulture et du Développement rural Ministre de la Classe moyenne, du Tourisme et du Logement                                                                             |           | Fernand Boden        | CSV   |
| Ministre de la Famille et de l'Intégration Ministre de l'Égalité des chances |           | Marie-Josée Jacobs   | CSV   |
| Ministre de l'Éducation nationale et de la Formation professionnelle |           | Mady Delvaux-Stehres | LSAP  |
| Ministre de la Justice Ministre du Trésor et du Budget Ministre de la Défense |           | Luc Frieden          | CSV   |
| Ministre du Travail et de l'Emploi Ministre de la Culture, de l'Enseignement supérieur et de la Recherche Ministre des Cultes                                                                                |           | François Biltgen     | CSV   |
| Ministre de l'Économie et du Commerce extérieur Ministre des Sports |           | Jeannot Krecké       | LSAP  |
| Ministre de la Santé et de la Sécurité sociale |           | Mars Di Bartolomeo   | LSAP  |
| Ministre de l'Environnement Ministre des Transports |           | Lucien Lux           | LSAP  |
| Ministre de l'Intérieur et de l'Aménagement du territoire |           | Jean-Marie Halsdorf  | CSV   |
| Ministre de la Fonction publique et de la Réforme administrative Ministre des Travaux publics |           | Claude Wiseler       | CSV   |
| Ministre de la Coopération et de l’Action humanitaire Ministre délégué aux Communications |           | Jean-Louis Schiltz   | CSV   |
| Ministre délégué aux Affaires étrangères et à l'Immigration |           | Nicolas Schmit       | LSAP  |
| Secrétaire d'État aux Relations avec le Parlement Secrétaire d'État à l'Agriculture, à la Viticulture et au Développement rural Secrétaire d'État à la Culture, à l'Enseignement supérieur et à la Recherche |           | Octavie Modert       | CSV   |

### Remaniement du 22 février 2006
Jean-Louis Schiltz devient ministre de la Défense et ministre des Communications. Luc Frieden garde le portefeuille ministériel de la Justice ainsi que celui du Trésor et du Budget.
À la suite du remaniement ministériel du 22 février 2006, le gouvernement est constitué comme suit.
| Portefeuille | Titulaire | Titulaire            | Parti |
| --- | --------- | -------------------- | ----- |
| Premier ministre Ministre d'État Ministre des Finances |           | Jean-Claude Juncker  | CSV   |
| Vice-Premier ministre Ministre des Affaires étrangères et de l'Immigration |           | Jean Asselborn       | LSAP  |
| Ministre de l'Agriculture, de la Viticulture et du Développement rural Ministre de la Classe moyenne, du Tourisme et du Logement                                                                             |           | Fernand Boden        | CSV   |
| Ministre de la Famille et de l'Intégration Ministre de l'Égalité des chances |           | Marie-Josée Jacobs   | CSV   |
| Ministre de l'Éducation nationale et de la Formation professionnelle |           | Mady Delvaux-Stehres | LSAP  |
| Ministre de la Justice Ministre du Trésor et du Budget |           | Luc Frieden          | CSV   |
| Ministre du Travail et de l'Emploi Ministre de la Culture, de l'Enseignement supérieur et de la Recherche Ministre des Cultes                                                                                |           | François Biltgen     | CSV   |
| Ministre de l'Économie et du Commerce extérieur Ministre des Sports |           | Jeannot Krecké       | LSAP  |
| Ministre de la Santé et de la Sécurité sociale |           | Mars Di Bartolomeo   | LSAP  |
| Ministre de l'Environnement Ministre des Transports |           | Lucien Lux           | LSAP  |
| Ministre de l'Intérieur et de l'Aménagement du territoire |           | Jean-Marie Halsdorf  | CSV   |
| Ministre de la Fonction publique et de la Réforme administrative Ministre des Travaux publics |           | Claude Wiseler       | CSV   |
| Ministre de la Coopération et de l’Action humanitaire Ministre des Communications Ministre de la Défense |           | Jean-Louis Schiltz   | CSV   |
| Ministre délégué aux Affaires étrangères et à l'Immigration |           | Nicolas Schmit       | LSAP  |
| Secrétaire d'État aux Relations avec le Parlement Secrétaire d'État à l'Agriculture, à la Viticulture et au Développement rural Secrétaire d'État à la Culture, à l'Enseignement supérieur et à la Recherche |           | Octavie Modert       | CSV   |

## La politique extérieure
Dans sa déclaration sur l’état de la nation en 2007, le Premier ministre Jean-Claude Juncker a affirmé que « seule l’Union européenne donne au Luxembourg les moyens d’exercer de l’influence sur les événements étrangers ; aussi est-il important pour le Luxembourg d’influencer le devenir de l’Europe ». En effet, la communauté européenne reste le champ de prédilection de la diplomatie luxembourgeoise. Plusieurs fois par le passé, les représentants politiques du Grand-Duché s’étaient vu attribuer des postes de haute responsabilité au sein de l’Union. Le 10 septembre 2004, le Premier ministre et ministre des Finances luxembourgeois, Jean-Claude Juncker, est élu par ses collègues européens à la présidence de l’Eurogroupe, la réunion informelle des ministres des Finances des pays membres de la zone euro. Son mandat sera renouvelé à deux reprises, en 2006 et en 2008, chaque fois pour une durée de deux ans. L’Eurogroupe, bien qu’étant une organisation informelle, joue un rôle important dans la coordination des politiques budgétaires des États membres de la zone euro. La fonction de président de l’Eurogroupe permet à Jean-Claude Juncker d’assister régulièrement à des réunions du G7 et du Fonds monétaire international afin d’assurer une représentation unifiée de la zone euro auprès de ces organismes internationaux.
La Présidence luxembourgeoise du Conseil de l’Union européenne au premier semestre de l’année 2005 constitue indéniablement un temps fort sur le plan de la politique extérieure. Luxembourg devient pendant cette période le théâtre de nombreuses réunions ministérielles et sessions préparatoires. Les avancées les plus importantes de la Présidence luxembourgeoise sont la relance de la stratégie de Lisbonne et la réforme du pacte de stabilité et de croissance. La stratégie de Lisbonne formulée en 2000 visait à faire de l’Union européenne à l’horizon 2010 l’économie de la connaissance la plus compétitive et la plus dynamique du monde, qui pourrait en même temps répondre aux attentes sociales et environnementales des citoyens. En 2005, à mi-parcours, il s’avère nécessaire de procéder à une réorientation. Afin de responsabiliser davantage les gouvernements face à leurs partenaires européens, chaque État membre doit soumettre un programme national de réforme à la Commission européenne pour les années 2005-2008.
Le gouvernement luxembourgeois plaide pour une approche intégrée dont le but ne saurait être la seule compétitivité, mais également « une plus grande cohésion sociale et un environnement plus harmonieusement équilibré ». Un deuxième grand dossier que la Présidence luxembourgeoise parvient à conclure avec succès est la réforme du pacte de stabilité et de croissance. Adopté en 1996, ce dernier forme la pierre angulaire de l’Union économique et monétaire. Imposant une discipline budgétaire rigoureuse, il doit garantir la stabilité de la monnaie commune, l’euro. Le défi consiste à trouver une formule permettant une application plus souple du pacte, qui tienne compte des réalités conjoncturelles sans pour autant autoriser un laisser-faire budgétaire. L’exigence de maintenir le déficit et la dette publique en dessous des seuils respectifs de 3 % du PIB et de 60 % du déficit public est maintenue. Mais la réforme qui entre en vigueur fin juillet 2005 permet aux États membres d’échapper à une procédure de déficit excessif en cas de récession et après examen d’un certain nombre de « facteurs pertinents ».
La politique européenne pendant la période considérée est marquée par les efforts pour aboutir à une refonte de l’architecture institutionnelle de l’Union, rendue nécessaire par l’élargissement successif. Le 29 octobre 2004 à Rome, les responsables politiques luxembourgeois signent le Traité établissant une Constitution pour l’Europe. Ce traité constitutionnel aurait dû entrer en vigueur en 2006 après avoir été ratifié par chacun des États signataires, ce qui n’a finalement pas été le cas. En effet, plusieurs pays, dont le Luxembourg, décident de procéder à la ratification par voie de référendum national. Alors que les électeurs luxembourgeois votent majoritairement (56,52 %) en faveur de la Constitution européenne lors de la consultation populaire qui a lieu le 10 juillet 2005, le « non » l’emporte en France et aux Pays-Bas. Pour pallier cet échec, une conférence intergouvernementale prépare une nouvelle convention, le traité de Lisbonne qui est signé le 13 décembre 2007 dans la capitale portugaise entre les 27 États membres de l’Union européenne. Le 29 mai 2008, la Chambre des députés ratifie ce texte « modificatif » et simplifié sans qu’un nouveau référendum soit nécessaire.
Outre les affaires européennes, un volet important de la politique extérieure consiste dans la promotion des industries luxembourgeoises et de la place financière à l’étranger. Le gouvernement luxembourgeois multiplie les missions économiques dans les pays surtout asiatiques (Chine, Inde, Japon, Corée du Sud, Vietnam, Émirats arabes unis, Jordanie, Arabie saoudite, Dubaï, Turquie, Koweït, Qatar), mais aussi nord- et sud-américains (États-Unis, Canada, Mexique, Pérou) ainsi qu’européens (Russie, Suède, Finlande). Le but de ces visites est de se faire connaître dans des régions à très fort potentiel de croissance et de soutenir les entreprises luxembourgeoises dans leur recherche de nouveaux marchés. Afin d’encourager les efforts d’internationalisation de l’économie luxembourgeoise, le gouvernement crée en 2007 deux agences de promotion qui fédèrent les principaux acteurs du secteur économique et financier : Luxembourg for Business et Luxembourg for Finance.
À la suite de la crise financière de 2008, la pression internationale sur des pays qui continuent à pratiquer le secret bancaire augmente. Le Luxembourg, tout comme la Suisse ou encore l’Autriche, est mis en cause. Le Grand-Duché se retrouve sur une « liste grise » établie par l’OCDE. Le gouvernement luxembourgeois proteste contre l’assimilation du Luxembourg à un paradis fiscal et entreprend de grands efforts pour redresser l’image de marque du centre financier. Le 13 mars 2009, le Luxembourg décide de se conformer aux standards de l’OCDE et s’engage à passer à l’échange d’informations sur demande dans le cadre d’accords bilatéraux avec les pays tiers. En quelques mois, le gouvernement luxembourgeois signe une vingtaine d’accords de non-double imposition qui intègrent les règles de l’OCDE. Le 8 juillet 2009, le Luxembourg est ainsi le premier centre financier à être retiré de la « liste grise » de l’OCDE.

## La politique intérieure
Pendant la précédente législature, entre 2001 et 2004, le Luxembourg avait connu un ralentissement sensible de son économie. L’année 2005 marque à nouveau une reprise de la croissance. Le PIB atteint un taux de croissance de 4 % en 2005 et de 6,2 % en 2006. Pourtant, le taux de chômage reste relativement élevé, variant entre 4 et 5 %, et ceci malgré la création de 21 000 nouveaux emplois en 2005 et 2006. Par ailleurs, le Luxembourg a une inflation plus importante que la majorité des autres pays de la zone euro. À terme, l’inflation peut signifier une perte de compétitivité du Luxembourg par rapport à ses principaux partenaires commerciaux, même si le Luxembourg se classe encore en 2007 en 5e position des économies les plus compétitives au sein de l’Union européenne. Aussi, malgré l’embellie conjoncturelle, le gouvernement luxembourgeois reste prudent dans ses prévisions. Il s’efforce notamment de consolider les finances publiques et de freiner l’augmentation des dépenses. En effet, alors que jusqu’en 2001, le budget de l’État a connu régulièrement des excédents, le déficit atteint 1,9 % du PIB en 2005.
Le gouvernement affiche dès lors sa volonté de retrouver l’équilibre budgétaire, d’autant plus que les recettes fiscales dépendent largement de la conjoncture qui, elle, est tributaire des performances du secteur financier.
La place financière reste la locomotive de la croissance. Pourtant, le cadre légal dans lequel celle-ci évolue fait l’objet d’ajustements. Le 1er janvier 2006, une loi introduisant une retenue à la source libératoire sur les revenus de l’épargne entre en vigueur. Également en 2006, la Commission européenne décide que les sociétés holdings exonérées sur base de la loi de 1929 revêtent le caractère d’une aide étatique incompatible avec le marché commun. Le gouvernement luxembourgeois accepte d’abroger ce régime fiscal en contrepartie d’une période de transition de quatre ans. La crise financière mondiale de 2008 a également des répercussions au Luxembourg. Elle contraint l’État luxembourgeois, au même titre que les autres États européens, à intervenir pour sauver des banques et soutenir l’économie. Les aides accordées en 2008 au secteur financier représentent pas moins de 7,64 % du PIB, soit 2,5 milliards d’euros de prises de participation et 300 millions d’euros de garanties. En mars 2009, le gouvernement arrête un plan de soutien à la conjoncture pour lutter contre les effets de la crise.
Le gouvernement n’a cependant pas attendu la crise pour entamer une réflexion sur les atouts et les faiblesses structurelles du Luxembourg. Mandaté encore par la coalition précédente, le professeur Lionel Fontagné de l’université Paris I présente en novembre 2004 un rapport sur la compétitivité du Luxembourg, intitulé Une paille dans l’acier. Les conclusions de cette analyse alimentent les travaux du Comité de coordination tripartite qui réunit le gouvernement et les partenaires sociaux. La Tripartite parvient à se mettre d’accord sur les déterminants structurels de la compétitivité que sont la formation et l’innovation. Les efforts publics et privés feront progresser les dépenses consacrées à la R & D. Un plan d’action national devra permettre d’atteindre les objectifs de Lisbonne. Le gouvernement augmente ses engagements pour financer les activités de l’Université du Luxembourg, créée en 2003. En 2006, un contrat d’établissement pluriannuel est signé entre l’État et l’Université, donnant à cette dernière une sécurité de planification importante.
Au sein de la Tripartite, les points de vue sur le financement des pensions, l’indexation automatique du salaire (index) et le salaire social minimum continuent à diverger. Néanmoins, l’index, combiné à la flambée des prix pétroliers, est perçu comme le principal responsable de l’inflation. Les partenaires sociaux s’accordent sur une modulation de l’index. Les discussions au sein de la Tripartite préparent le terrain pour une autre réforme structurelle importante : l’introduction d’un statut unique pour salariés, qui met fin aux distinctions surannées entre ouvrier et employé privé. L’harmonisation des statuts permet de fusionner les caisses de maladie et de pension du secteur privé et conduit à la création d’une seule chambre professionnelle et d’un seul Tribunal du travail pour ce secteur. À partir du 1er janvier 2009, la Caisse nationale de santé remplace les anciens organismes de la Sécurité sociale fondés sur les distinctions socioprofessionnelles. Une mesure sociale significative est également l’introduction à partir du 1er mars 2009 d’un système de chèques-services qui donne droit à une série de services dans le domaine de l’accueil éducatif extrascolaire (foyers de jour, crèches, maisons relais, etc.). Il s’agit d’une première étape vers une gratuité au moins partielle de ces services.
Les débats sur la compétitivité ont rappelé l’importance de la formation. Le gouvernement encourage les initiatives qui vont au-delà des pratiques d’enseignement traditionnel et qui représentent autant de projets novateurs : le Neie Lycée, un lycée pilote axé sur la coopération et les projets à thèmes ; Eis Schoul, une école primaire de recherche basée sur une pédagogie inclusive ; l’École de la 2e chance pour les apprenants décrocheurs ; ainsi que le lycée transfrontalier, le Deutsch-Luxemburgisches Schengen-Lyzeum Perl. En 2007, le gouvernement soumet trois projets de loi qui remplaceront la loi scolaire de 1912. Les apprentissages sont désormais définis en termes de compétences à acquérir et la durée de l’obligation scolaire est prolongée d’une année, à savoir à l’âge de 16 ans.
La modernisation et le développement des infrastructures continuent à être une priorité de la politique gouvernementale. Le niveau des investissements publics reste élevé, indépendamment des fluctuations conjoncturelles. Plusieurs grands projets, déjà entamés sous les législatures précédentes, voient leur achèvement: la Salle de concerts Grande-Duchesse Joséphine-Charlotte (Philharmonie) et le Centre de musiques amplifiées (Rockhal) en 2005, le Musée d’art moderne Grand-Duc Jean (MUDAM) en 2006, le nouveau terminal de l’aéroport et la Cité judiciaire en 2008. Sur le plan des communications et des transports, il y a aussi plusieurs réalisations prometteuses. À partir de mars 2007, l’autoroute ferroviaire Luxembourg-Perpignan offre une alternative au transport routier. À partir de juin 2007, le TGV Est Européen relie Luxembourg à Paris, réduisant le temps de voyage d’un tiers. L’État luxembourgeois avait participé au financement de cette ligne à grande vitesse. En matière d’aménagement du territoire, le programme directeur IVL, décidé en 2003, en détermine les orientations fondamentales. Il est progressivement complété par des plans directeurs régionaux et des plans directeurs sectoriels. Le gouvernement est convaincu de la nécessité d’adopter une vision transfrontalière des dynamiques qui animent le territoire luxembourgeois. Aussi choisit-il la planification territoriale comme principal thème de sa présidence de la Grande Région en 2008 et 2009. Il s’agit de développer, en concertation avec les entités membres de la Grande Région, une stratégie intégrée de développement spatial dans les domaines des transports, des zones d’activités et du logement. À plus long terme, la finalité recherchée est la mise en place d’une région métropolitaine transfrontalière polycentrique. La recherche d’une plus grande cohésion interne a été aussi au cœur de l’organisation de Luxembourg et Grande Région, capitale européenne de la culture 2007. En encourageant les projets de coopération transfrontalière durable, cette manifestation culturelle a su renforcer le sentiment d’appartenance commun auprès des 11 millions d’habitants de la Grande Région.
Sur le plan de la politique sociétale, plusieurs réformes d’envergure ont pu être réalisées. À partir du 1er janvier 2009, une nouvelle législation sur la nationalité entre en vigueur. Favorisant l’intégration des résidents étrangers au Luxembourg, elle permet d’opter pour la double nationalité, tout en faisant passer la période de résidence obligatoire de 5 à 7 ans. La langue luxembourgeoise est reconnue comme un facteur essentiel d’intégration. Les candidats doivent réussir un examen linguistique et suivre des cours d’instruction civique. L’initiative d’une autre réforme sociétale importante revient à deux députés, Lydie Err (LSAP) et Jean Huss (Déi Gréng), qui déjà en 2002 avaient déposé une proposition de loi sur le droit de mourir en dignité. En 2006, le gouvernement élabore un projet de loi relatif aux soins palliatifs et à l’accompagnement de personnes en fin de vie ; il décide de le faire examiner de pair avec la proposition de loi Err/Huss. Les deux textes de loi seront votés par la Chambre des députés en 2008 au cours de deux votes. À noter que le Parlement parvient à s’affranchir du clivage traditionnel entre majorité gouvernementale et opposition en dispensant les élus de la discipline de vote. Cependant, invoquant un conflit de conscience, le Grand-Duc avait signifié au Premier ministre qu’il ne se voyait pas en mesure de « sanctionner » une éventuelle loi sur le droit de mourir en dignité. Afin d’éviter une crise institutionnelle, tout en laissant au chef d’État le droit à la liberté d’opinion et de conscience, les autorités politiques du pays procèdent alors à une révision de la Constitution. Désormais, le Grand-Duc promulgue les lois en tant que chef du pouvoir exécutif, mais il n’a plus besoin de les sanctionner en tant qu’élément du pouvoir législatif. La loi sur l'euthanasie et l'assistance au suicide est finalement promulguée le 16 mars 2009.